# Liste der Nummer-eins-Hits in Italien (2004)
Diese Liste der Nummer-eins-Hits basiert auf den offiziellen Chartlisten der Federazione Industria Musicale Italiana (FIMI), der italienischen Landesgruppe der IFPI, im Jahr 2004. Berücksichtigt werden die Album- und Singlecharts.

## Singles
| ← 2003 ← | Liste der Nummer-eins-Hits in Italien | Liste der Nummer-eins-Hits in Italien | Liste der Nummer-eins-Hits in Italien                                                            | 2005 → |
| \| Zeitraum \| Wo. ges. \| Interpret \| Titel Autor(en) \| Zusätzliche Informationen \| \| (Zeitraum, Wochen auf Platz eins, Interpret, Titel, Autor[en], zusätzliche Informationen) \| \| \| \| \| \| ----------------------------------------------------------------------------------------- \| -------- \| --------------------------- \| ------------------------------------------------------------------------------------------------ \| ---------------------------------------------------------------------------------------------------------------------------------------------------------------------------------------------------------------------------------------------------------- \| \| 26. September 2003 – 15. Januar 2004 16 Wochen \| 16 \| Aventura \| Obsesión Anthony Santos \| Der Bachata-Hit wurde ein verspäteter Sommerhit. \| \| 16. Januar 2004 – 22. Januar 2004 1 Woche \| 1 \| The Black Eyed Peas \| Shut Up will.i.am, Taboo, J. Curtis, George Pajon jr. \| Für die Hip-Hop-Gruppe war es der erste Nummer-eins-Hit in Italien. \| \| 23. Januar 2004 – 26. Februar 2004 5 Wochen (insgesamt 6) \| 6 \| Haiducii vs. Gabry Ponte \| Dragostea din tei Dan Bălan \| Während in den meisten Ländern die Originalversion von O-Zone erfolgreicher war, konnte die rumänische Sängerin in Italien auch durch die Zusammenarbeit mit dem italienischen DJ Gabry Ponte die Spitze erreichen. O-Zone kam nicht über Platz 20 hinaus. \| \| 27. Februar 2004 – 4. März 2004 1 Woche \| 1 \| George Michael \| Amazing Johnny Douglas, George Michael \| – \| \| 5. März 2004 – 11. März 2004 1 Woche \| 1 \| Haiducii vs. Gabry Ponte \| Dragostea din tei Dan Bălan \| – \| \| 12. März 2004 – 22. April 2004 6 Wochen \| 6 \| Anastacia \| Left Outside Alone Anastacia, Dallas Austin, Glen Ballard \| In Italien wurde das Lied in einem Werbespot von Wind verwendet. \| \| 23. April 2004 – 17. Juni 2004 8 Wochen \| 8 \| Blue \| A chi mi dice (Breathe Easy) Lars Halvor Jensen, Martin Michael Larsson, Lee Ryan, Tiziano Ferro \| Mit einer italienischen Version ihres Hits Breathe Easy gelang der britischen Boyband der erste und einzige Nummer-eins-Hit in Italien und auch gleich das Lied des Jahres. \| \| 18. Juni 2004 – 2. September 2004 11 Wochen \| 11 \| Eamon \| F**k it Eamon Doyle, Kirk Robinson, Mark Passy \| Mit seiner Debütsingle konnte der R&B-Musiker einen weltweiten Hit landen. \| \| 3. September 2004 – 9. September 2004 1 Woche \| 1 \| Jamelia feat. Tiziano Ferro \| Universal Prayer Jamelia Davis, Tiziano Ferro, Tor Erik Hermansen, Mikkel SE, Tom Nichols \| Das Duett wurde als Hymne der Olympischen Sommerspiele 2004 aufgenommen. \| \| 10. September 2004 – 23. September 2004 2 Wochen \| 2 \| Hoobastank \| The Reason Douglas Robb, Dan Estrin, Chris Hesse, Markku Lappalainen \| – \| \| 24. September 2004 – 30. September 2004 1 Woche \| 1 \| Luca Dirisio \| Calma e sangue freddo Luca Dirisio \| Mit seiner Debütsingle konnte der italienische Sänger beim Festivalbar-Wettbewerb den Preis als Newcomer des Jahres gewinnen. \| \| 1. Oktober 2004 – 28. Oktober 2004 4 Wochen \| 4 \| Laura Pausini \| Resta in ascolto Laura Pausini, Cheope, Daniel Vuletic \| Die italienische Sängerin stand nach La solitudine (1993) erst zum zweiten Mal an der Spitze der Singlecharts. \| \| 29. Oktober 2004 – 4. November 2004 1 Woche \| 1 \| Britney Spears \| My Prerogative Bobby Brown, Gene Griffin \| – \| \| 5. November 2004 – 2. Dezember 2004 4 Wochen \| 4 \| U2 \| Vertigo U2 \| – \| \| 3. Dezember 2004 – 13. Januar 2005 6 Wochen \| 6 \| Band Aid 20 \| Do They Know It’s Christmas? Bob Geldof, Midge Ure \| Anlässlich einer Dürre in Darfur im Sudan 2004 nahm das Band-Aid-Projekt das Benefizlied ein drittes Mal auf. Schon das Original hatte 1985 die italienische Chartspitze erreicht. \| |                                       |                                       |                                                                                                  | |
| ← 2003 |                                       |                                       |                                                                                                  | → 2005 → |
| Zeitraum | Wo. ges.                              | Interpret                             | Titel Autor(en)                                                                                  | Zusätzliche Informationen |
| (Zeitraum, Wochen auf Platz eins, Interpret, Titel, Autor[en], zusätzliche Informationen) |                                       |                                       |                                                                                                  | |
| 26. September 2003 – 15. Januar 2004 16 Wochen | 16                                    | Aventura                              | Obsesión Anthony Santos                                                                          | Der Bachata-Hit wurde ein verspäteter Sommerhit. |
| 16. Januar 2004 – 22. Januar 2004 1 Woche | 1                                     | The Black Eyed Peas                   | Shut Up will.i.am, Taboo, J. Curtis, George Pajon jr.                                            | Für die Hip-Hop-Gruppe war es der erste Nummer-eins-Hit in Italien. |
| 23. Januar 2004 – 26. Februar 2004 5 Wochen (insgesamt 6) | 6                                     | Haiducii vs. Gabry Ponte              | Dragostea din tei Dan Bălan                                                                      | Während in den meisten Ländern die Originalversion von O-Zone erfolgreicher war, konnte die rumänische Sängerin in Italien auch durch die Zusammenarbeit mit dem italienischen DJ Gabry Ponte die Spitze erreichen. O-Zone kam nicht über Platz 20 hinaus. |
| 27. Februar 2004 – 4. März 2004 1 Woche | 1                                     | George Michael                        | Amazing Johnny Douglas, George Michael                                                           | – |
| 5. März 2004 – 11. März 2004 1 Woche | 1                                     | Haiducii vs. Gabry Ponte              | Dragostea din tei Dan Bălan                                                                      | – |
| 12. März 2004 – 22. April 2004 6 Wochen | 6                                     | Anastacia                             | Left Outside Alone Anastacia, Dallas Austin, Glen Ballard                                        | In Italien wurde das Lied in einem Werbespot von Wind verwendet. |
| 23. April 2004 – 17. Juni 2004 8 Wochen | 8                                     | Blue                                  | A chi mi dice (Breathe Easy) Lars Halvor Jensen, Martin Michael Larsson, Lee Ryan, Tiziano Ferro | Mit einer italienischen Version ihres Hits Breathe Easy gelang der britischen Boyband der erste und einzige Nummer-eins-Hit in Italien und auch gleich das Lied des Jahres.                                                                                |
| 18. Juni 2004 – 2. September 2004 11 Wochen | 11                                    | Eamon                                 | F**k it Eamon Doyle, Kirk Robinson, Mark Passy                                                   | Mit seiner Debütsingle konnte der R&B-Musiker einen weltweiten Hit landen. |
| 3. September 2004 – 9. September 2004 1 Woche | 1                                     | Jamelia feat. Tiziano Ferro           | Universal Prayer Jamelia Davis, Tiziano Ferro, Tor Erik Hermansen, Mikkel SE, Tom Nichols        | Das Duett wurde als Hymne der Olympischen Sommerspiele 2004 aufgenommen. |
| 10. September 2004 – 23. September 2004 2 Wochen | 2                                     | Hoobastank                            | The Reason Douglas Robb, Dan Estrin, Chris Hesse, Markku Lappalainen                             | – |
| 24. September 2004 – 30. September 2004 1 Woche | 1                                     | Luca Dirisio                          | Calma e sangue freddo Luca Dirisio                                                               | Mit seiner Debütsingle konnte der italienische Sänger beim Festivalbar-Wettbewerb den Preis als Newcomer des Jahres gewinnen. |
| 1. Oktober 2004 – 28. Oktober 2004 4 Wochen | 4                                     | Laura Pausini                         | Resta in ascolto Laura Pausini, Cheope, Daniel Vuletic                                           | Die italienische Sängerin stand nach La solitudine (1993) erst zum zweiten Mal an der Spitze der Singlecharts. |
| 29. Oktober 2004 – 4. November 2004 1 Woche | 1                                     | Britney Spears                        | My Prerogative Bobby Brown, Gene Griffin                                                         | – |
| 5. November 2004 – 2. Dezember 2004 4 Wochen | 4                                     | U2                                    | Vertigo U2                                                                                       | – |
| 3. Dezember 2004 – 13. Januar 2005 6 Wochen | 6                                     | Band Aid 20                           | Do They Know It’s Christmas? Bob Geldof, Midge Ure                                               | Anlässlich einer Dürre in Darfur im Sudan 2004 nahm das Band-Aid-Projekt das Benefizlied ein drittes Mal auf. Schon das Original hatte 1985 die italienische Chartspitze erreicht.                                                                         |

## Alben
| ← 2003 ← | Liste der Nummer-eins-Alben in Italien | Liste der Nummer-eins-Alben in Italien | Liste der Nummer-eins-Alben in Italien | 2005 →                    |
| \| Zeitraum \| Wo. ges. \| Interpret \| Titel \| Zusätzliche Informationen \| \| (Zeitraum, Wochen auf Platz eins, Interpret, Titel, zusätzliche Informationen) \| \| \| \| \| \| ------------------------------------------------------------------------------ \| -------- \| -------------------------------------- \| ------------------------------- \| ------------------------- \| \| 21. November 2003 – 15. Januar 2004 8 Wochen (insgesamt 7) \| 7 \| Ligabue \| Giro d’Italia \| – \| \| 16. Januar 2004 – 22. Januar 2004 1 Woche (insgesamt 2) \| 2 \| Tiziano Ferro \| 111 \| – \| \| 23. Januar 2004 – 29. Januar 2004 1 Woche \| 1 \| Fiorella Mannoia \| Concerti (live) \| – \| \| 30. Januar 2004 – 5. Februar 2004 1 Woche (insgesamt 2) \| 2 \| Tiziano Ferro \| 111 \| – \| \| 6. Februar 2004 – 19. Februar 2004 2 Wochen \| 2 \| Norah Jones \| Feels Like Home \| – \| \| 20. Februar 2004 – 3. März 2004 2 Wochen \| 2 \| Francesco Guccini \| Ritratto \| – \| \| 5. März 2004 – 11. März 2004 1 Woche \| 1 \| Mina \| The Platinum Collection \| – \| \| 12. März 2004 – 18. März 2004 1 Woche \| 1 \| George Michael \| Patience \| – \| \| 19. März 2004 – 1. April 2004 2 Wochen \| 2 \| Biagio Antonacci \| Convivendo I \| – \| \| 2. April 2004 – 22. April 2004 3 Wochen (insgesamt 15) \| 15 \| Vasco Rossi \| Buoni o cattivi \| – \| \| 23. April 2004 – 29. April 2004 1 Woche (insgesamt 2) \| 2 \| Pino Daniele Project \| Passi d’autore \| – \| \| 30. April 2004 – 6. Mai 2004 1 Woche (insgesamt 15) \| 15 \| Vasco Rossi \| Buoni o cattivi \| – \| \| 7. Mai 2004 – 13. Mai 2004 1 Woche \| 1 \| Pino Daniele Project \| Passi d’autore \| – \| \| 14. Mai 2004 – 20. Mai 2004 1 Woche (insgesamt 3) \| 3 \| Zucchero \| Zu & Co. \| – \| \| 21. Mai 2004 – 27. Mai 2004 1 Woche \| 1 \| Pooh \| Ascolta \| – \| \| 28. Mai 2004 – 3. Juni 2004 1 Woche \| 1 \| Max Pezzali \| Il mondo insieme a te \| – \| \| 4. Juni 2004 – 17. Juni 2004 2 Wochen (insgesamt 3) \| 3 \| Zucchero \| Zu & Co. \| – \| \| 18. Juni 2004 – 2. September 2004 11 Wochen (insgesamt 15) \| 15 \| Vasco Rossi \| Buoni o cattivi \| – \| \| 3. September 2004 – 16. September 2004 2 Wochen (insgesamt 3) \| 3 \| Ray Charles \| Genius Loves Company \| – \| \| 17. September 2004 – 23. September 2004 1 Woche \| 1 \| Ben Harper & The Blind Boys of Alabama \| There Will Be a Light \| – \| \| 24. September 2004 – 30. September 2004 1 Woche (insgesamt 3) \| 3 \| Ray Charles \| Genius Loves Company \| – \| \| 1. Oktober 2004 – 7. Oktober 2004 1 Woche \| 1 \| Franco Battiato \| Dieci stratagemmi \| – \| \| 8. Oktober 2004 – 14. Oktober 2004 1 Woche \| 1 \| R.E.M. \| Around the Sun \| – \| \| 15. Oktober 2004 – 21. Oktober 2004 1 Woche (insgesamt 3) \| 3 \| Robbie Williams \| Greatest Hits \| – \| \| 22. Oktober 2004 – 28. Oktober 2004 1 Woche \| 1 \| Laura Pausini \| Resta in ascolto \| – \| \| 29. Oktober 2004 – 4. November 2004 1 Woche (insgesamt 3) \| 3 \| Robbie Williams \| Greatest Hits \| – \| \| 5. November 2004 – 11. November 2004 1 Woche \| 1 \| Paolo Conte \| Elegia \| – \| \| 12. November 2004 – 18. November 2004 1 Woche (insgesamt 7) \| 7 \| Blue \| Best Of \| – \| \| 19. November 2004 – 2. Dezember 2004 2 Wochen \| 2 \| U2 \| How to Dismantle an Atomic Bomb \| – \| \| 3. Dezember 2004 – 13. Januar 2005 6 Wochen (insgesamt 7) \| 7 \| Blue \| Best Of \| – \| |                                        |                                        |                                        |                           |
| ← 2003 |                                        |                                        |                                        | → 2005 →                  |
| Zeitraum | Wo. ges.                               | Interpret                              | Titel                                  | Zusätzliche Informationen |
| (Zeitraum, Wochen auf Platz eins, Interpret, Titel, zusätzliche Informationen) |                                        |                                        |                                        |                           |
| 21. November 2003 – 15. Januar 2004 8 Wochen (insgesamt 7) | 7                                      | Ligabue                                | Giro d’Italia                          | –                         |
| 16. Januar 2004 – 22. Januar 2004 1 Woche (insgesamt 2) | 2                                      | Tiziano Ferro                          | 111                                    | –                         |
| 23. Januar 2004 – 29. Januar 2004 1 Woche | 1                                      | Fiorella Mannoia                       | Concerti (live)                        | –                         |
| 30. Januar 2004 – 5. Februar 2004 1 Woche (insgesamt 2) | 2                                      | Tiziano Ferro                          | 111                                    | –                         |
| 6. Februar 2004 – 19. Februar 2004 2 Wochen | 2                                      | Norah Jones                            | Feels Like Home                        | –                         |
| 20. Februar 2004 – 3. März 2004 2 Wochen | 2                                      | Francesco Guccini                      | Ritratto                               | –                         |
| 5. März 2004 – 11. März 2004 1 Woche | 1                                      | Mina                                   | The Platinum Collection                | –                         |
| 12. März 2004 – 18. März 2004 1 Woche | 1                                      | George Michael                         | Patience                               | –                         |
| 19. März 2004 – 1. April 2004 2 Wochen | 2                                      | Biagio Antonacci                       | Convivendo I                           | –                         |
| 2. April 2004 – 22. April 2004 3 Wochen (insgesamt 15) | 15                                     | Vasco Rossi                            | Buoni o cattivi                        | –                         |
| 23. April 2004 – 29. April 2004 1 Woche (insgesamt 2) | 2                                      | Pino Daniele Project                   | Passi d’autore                         | –                         |
| 30. April 2004 – 6. Mai 2004 1 Woche (insgesamt 15) | 15                                     | Vasco Rossi                            | Buoni o cattivi                        | –                         |
| 7. Mai 2004 – 13. Mai 2004 1 Woche | 1                                      | Pino Daniele Project                   | Passi d’autore                         | –                         |
| 14. Mai 2004 – 20. Mai 2004 1 Woche (insgesamt 3) | 3                                      | Zucchero                               | Zu & Co.                               | –                         |
| 21. Mai 2004 – 27. Mai 2004 1 Woche | 1                                      | Pooh                                   | Ascolta                                | –                         |
| 28. Mai 2004 – 3. Juni 2004 1 Woche | 1                                      | Max Pezzali                            | Il mondo insieme a te                  | –                         |
| 4. Juni 2004 – 17. Juni 2004 2 Wochen (insgesamt 3) | 3                                      | Zucchero                               | Zu & Co.                               | –                         |
| 18. Juni 2004 – 2. September 2004 11 Wochen (insgesamt 15) | 15                                     | Vasco Rossi                            | Buoni o cattivi                        | –                         |
| 3. September 2004 – 16. September 2004 2 Wochen (insgesamt 3) | 3                                      | Ray Charles                            | Genius Loves Company                   | –                         |
| 17. September 2004 – 23. September 2004 1 Woche | 1                                      | Ben Harper & The Blind Boys of Alabama | There Will Be a Light                  | –                         |
| 24. September 2004 – 30. September 2004 1 Woche (insgesamt 3) | 3                                      | Ray Charles                            | Genius Loves Company                   | –                         |
| 1. Oktober 2004 – 7. Oktober 2004 1 Woche | 1                                      | Franco Battiato                        | Dieci stratagemmi                      | –                         |
| 8. Oktober 2004 – 14. Oktober 2004 1 Woche | 1                                      | R.E.M.                                 | Around the Sun                         | –                         |
| 15. Oktober 2004 – 21. Oktober 2004 1 Woche (insgesamt 3) | 3                                      | Robbie Williams                        | Greatest Hits                          | –                         |
| 22. Oktober 2004 – 28. Oktober 2004 1 Woche | 1                                      | Laura Pausini                          | Resta in ascolto                       | –                         |
| 29. Oktober 2004 – 4. November 2004 1 Woche (insgesamt 3) | 3                                      | Robbie Williams                        | Greatest Hits                          | –                         |
| 5. November 2004 – 11. November 2004 1 Woche | 1                                      | Paolo Conte                            | Elegia                                 | –                         |
| 12. November 2004 – 18. November 2004 1 Woche (insgesamt 7) | 7                                      | Blue                                   | Best Of                                | –                         |
| 19. November 2004 – 2. Dezember 2004 2 Wochen | 2                                      | U2                                     | How to Dismantle an Atomic Bomb        | –                         |
| 3. Dezember 2004 – 13. Januar 2005 6 Wochen (insgesamt 7) | 7                                      | Blue                                   | Best Of                                | –                         |

## Jahreshitparaden
| ← 2003 ← | Liste der Jahres-Nummer-eins-Hits in Italien | Liste der Jahres-Nummer-eins-Hits in Italien | Liste der Jahres-Nummer-eins-Hits in Italien | 2005 →   |
| \| Singles \| Position# \| Alben \| \| ----------------------------------------------------------------------------------------------------------------------------------------------------------------------- \| --------- \| -------------------------------------- \| \| A chi mi dice Blue Lars Halvor Jensen, Martin Michael Larsson, Lee Ryan, Tiziano Ferro \| 1 \| Buoni o cattivi Vasco Rossi \| \| F**k It Eamon Eamon Doyle, Kirk Robinson, Mark Passy \| 2 \| Greatest Hits Robbie Williams \| \| Dragostea din tei Haiducii vs. Gabry Ponte Dan Bălan \| 3 \| Best Of Blue \| \| Left Outside Alone Anastacia Anastacia, Dallas Austin, Glen Ballard \| 4 \| Michael Bublé \| \| Shut Up The Black Eyed Peas will.i.am, Taboo, J. Curtis, George Pajon jr. \| 5 \| The Platinum Collection Mina \| \| Yeah! Usher Usher Raymond, Jonathan Smith, Sean Garrett, Patrick J. Que Smith, Christopher Bridges, Robert McDowell, James Phillips, LaMarquis Jefferson, Taylor Bryant \| 6 \| 111 Tiziano Ferro \| \| My Immortal Evanescence Ben Moody, Amy Lee \| 7 \| Convivendo I Biagio Antonacci \| \| Turn Me On Kevin Lyttle Arnold Hennings, Daron Tavaris Jones, Michael Keith, Quinnes Parker, Marvin Scandrick, Courtney Douglas Sills, Kevin Lyttle, Carlton Grant \| 8 \| Anastacia \| \| Superstar Jamelia Remee, Mich Hansen, Joe Belmaati \| 9 \| C’è sempre un motivo Adriano Celentano \| \| Toxic Britney Spears Cathy Dennis, Christian Karlsson, Pontus Winnberg, Henrik Jonback \| 10 \| How to Dismantle an Atomic Bomb U2 \| |                                              |                                              |                                              |          |
| ← 2003 |                                              |                                              |                                              | → 2005 → |
| Singles | Position#                                    | Alben                                        |                                              |          |
| A chi mi dice Blue Lars Halvor Jensen, Martin Michael Larsson, Lee Ryan, Tiziano Ferro | 1                                            | Buoni o cattivi Vasco Rossi                  |                                              |          |
| F**k It Eamon Eamon Doyle, Kirk Robinson, Mark Passy | 2                                            | Greatest Hits Robbie Williams                |                                              |          |
| Dragostea din tei Haiducii vs. Gabry Ponte Dan Bălan | 3                                            | Best Of Blue                                 |                                              |          |
| Left Outside Alone Anastacia Anastacia, Dallas Austin, Glen Ballard | 4                                            | Michael Bublé                                |                                              |          |
| Shut Up The Black Eyed Peas will.i.am, Taboo, J. Curtis, George Pajon jr. | 5                                            | The Platinum Collection Mina                 |                                              |          |
| Yeah! Usher Usher Raymond, Jonathan Smith, Sean Garrett, Patrick J. Que Smith, Christopher Bridges, Robert McDowell, James Phillips, LaMarquis Jefferson, Taylor Bryant | 6                                            | 111 Tiziano Ferro                            |                                              |          |
| My Immortal Evanescence Ben Moody, Amy Lee | 7                                            | Convivendo I Biagio Antonacci                |                                              |          |
| Turn Me On Kevin Lyttle Arnold Hennings, Daron Tavaris Jones, Michael Keith, Quinnes Parker, Marvin Scandrick, Courtney Douglas Sills, Kevin Lyttle, Carlton Grant | 8                                            | Anastacia                                    |                                              |          |
| Superstar Jamelia Remee, Mich Hansen, Joe Belmaati | 9                                            | C’è sempre un motivo Adriano Celentano       |                                              |          |
| Toxic Britney Spears Cathy Dennis, Christian Karlsson, Pontus Winnberg, Henrik Jonback | 10                                           | How to Dismantle an Atomic Bomb U2           |                                              |          |